# كارلوس سانتوس (لاعب كرة قدم)
كارلوس سانتوس هو لاعب كرة قدم برتغالي، ولد في 31 مارس 1989 في فيانا دو كاستيلو في البرتغال. شارك مع منتخب البرتغال تحت 16 سنة لكرة القدم ومنتخب البرتغال تحت 17 سنة لكرة القدم. أما مع النوادي، فقد لعب مع نادي بوافيشتا.

## وصلات خارجية
- كارلوس سانتوس على موقع قاعدة بيانات كرة القدم.إي يو (الإنجليزية)
- كارلوس سانتوس على موقع Soccerway.com (الإنجليزية)
- كارلوس سانتوس على موقع AS.com (الإسبانية)